# Christian Thonhofer
Christian Thonhofer (* 26. Mai 1985 in Wien) ist ein österreichischer Fußballspieler.

## Karriere

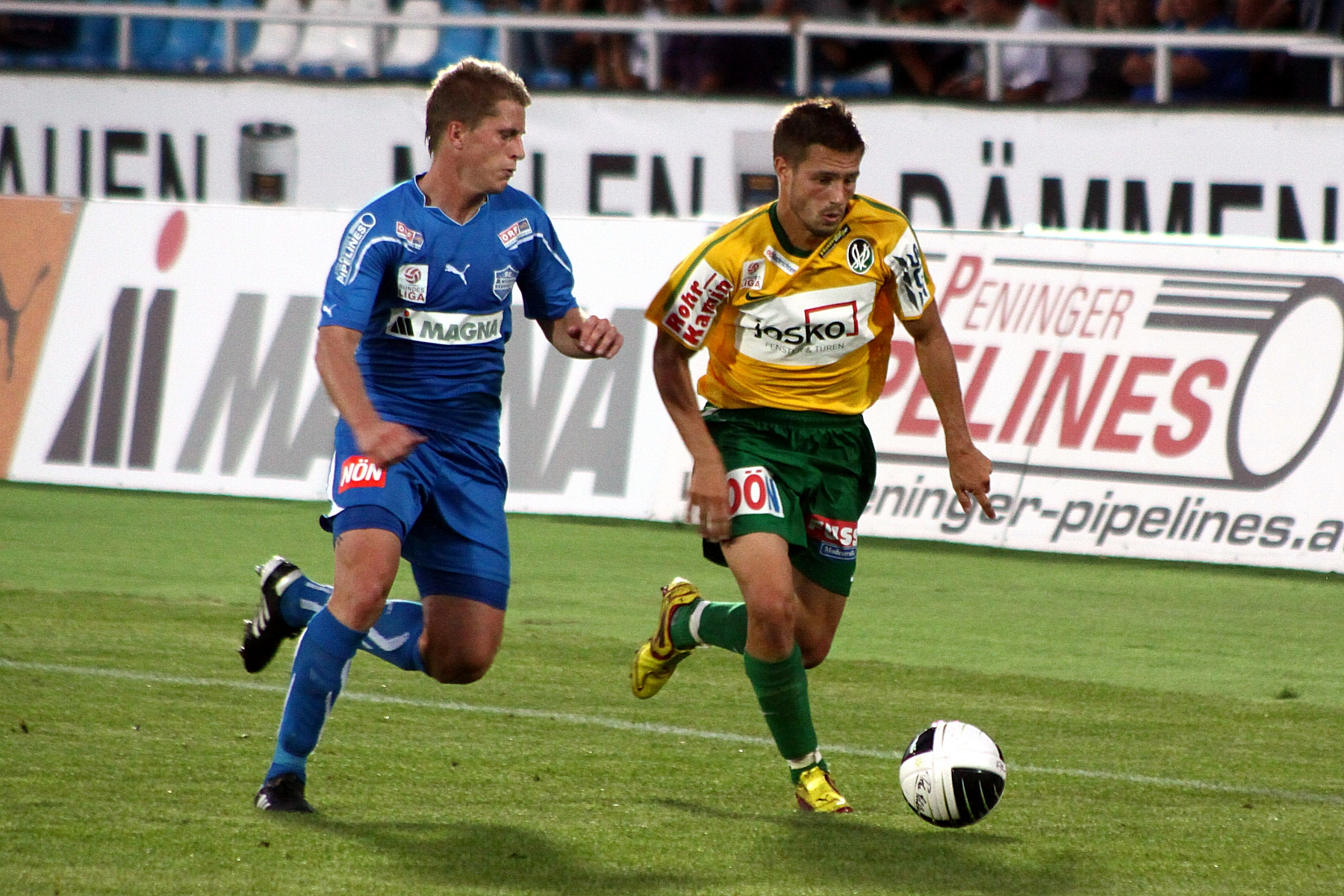
Christian Thonhofer (links) als Spieler von Wiener Neustadt in einem Spiel gegen die SV Ried (2010)

Christian Thonhofer spielte in der Jugendmannschaft von Kaiserebersdorf, FK Austria Wien und zum Schluss in der Admira-Akademie. Danach wechselte er zur Amateurmannschaft des VfB Admira Wacker Mödlings. In der Saison 2005/06 bestritt Thonhofer für die Kampfmannschaft der Admiraner 28 Spiele und schoss drei Tore. Christian Thonhofer ist vielfacher österreichischer Nachwuchsnationalspieler, seinen Durchbruch schaffte er mit der U-21. Er unterschrieb im Mai 2006 bei Rapid Wien einen Vertrag bis 2009 und konnte sich in der Vorbereitungszeit 2007 durch sehr gute Spiele einen Stammplatz sichern. 2008 gewann er mit den Hütteldorfern den österreichischen Meistertitel.
Nach 62 Spielen für Rapid wechselte er im Sommer 2010 leihweise zum FC Magna Wiener Neustadt und kehrte im Sommer nach 35 Spielen für Wiener Neustadt zum SK Rapid zurück. Im Sommer 2012 kam er zum Bundesligaaufsteiger Wolfsberger AC in Kärnten. Nach 25 Spielen mit einem Tor, 3 Vorlagen und einem Eigentor wurde der Vertrag am 25. April 2013 aufgelöst. Im Sommer 2013 wechselte er zum Amateurklub SV Wimpassing. Die Saison 2014/15 verbrachte er beim Drittligisten SC-ESV Parndorf 1919. Im Sommer 2015 wechselte er zum Profiklub SK Austria Klagenfurt.
Zur Saison 2016/17 wechselte er zum Landesligisten FC Karabakh Wien. Bereits in der ersten Saison stieg er mit dem Klub von der Wiener Stadtliga in die drittklassige Regionalliga Ost auf. Nach einer Saison in der Drittklassigkeit verließ er den Verein im Sommer 2018 und pausierte in weiterer Folge bis zur Winterpause 2018/19, ehe er sich dem Siebentligisten SC Reisenberg anschloss. Während seiner Pause als Spieler war er unter anderem kurzzeitig als Sektionsleiter von Karabakh Wien tätig. Nach zwei Jahren in Reisenberg, in denen er mit der Mannschaft auch den Aufstieg in die sechstklassige Gebietsliga Süd/Südost schaffte, schloss er sich in der Winterpause 2020/21 dem in der burgenländischen 1. Klasse Mitte spielenden ASK Kobersdorf an. Im Sommer 2022 wechselte der mittlerweile in Neudörfl wohnhafte Thonhofer zum SC Neudörfl in die 2. Liga Mitte.